# Nelly Gray
Darling Nelly Gray, meglio conosciuta come Nelly Gray è una canzone popolare americana del XIX secolo, composta da Benjamin Hanby. È una pseudo canzone folk afroamericana. Hanby compose la canzone mentre si trovava all'Otterbein College in Westerville nell'Ohio, nel 1856, per accontentare uno schiavo fuggiasco, tale Joseph Selby o Shelby, che lo aveva pregato di scrivergliela. Benché l'origine e l'autore della canzone siano conosciute, vi è una documentata trasmissione folklorica e di varianti popolari che inducono a ritenerla ormai assorbita dalla tradizione folk.
Nella canzone, uno schiavo nero del Kentucky compiange la sua amata, che è stata venduta nel sud della Georgia (dove la vita degli schiavi era generalmente considerata più terribile). È stata definita "la canzone più triste mai scritta" http://www.mudcat.org/thread.cfm?threadid=53388 per la sua conclusione, che è sostanzialmente un abbraccio di morte dopo una vita di dolori e privazioni.
Il testo presenta innumerevoli varianti, come in tutte le canzoni folkloriche. Altre versioni del titolo includono: "Darlin' Nelly Gray", "Old Nelly Grey," "Oh My Darlin' Nelly Gray", "The Eumerella Shore (same melody)" e "Charming Nellie Ray"

## Testo
In a long green, valley on the old Kentucky shore

Sure I've whiled many happy hours away,

Just a sitting and a singing by the little cabin door

Where lived my darling Nellie Gray 

When the moon had climbed the mountain, and the stars were shining bright

I'd take my darling Nellie Gray

And we'd float down the river in my little red canoe

While my banjo so sweetly I would play

One night I went to see her, but she's gone the neighbors say

And the white man had bound her with his chain

They have taken her to Georgia for to wear her life away

As she toils in the cotton and the cane

Oh, my darling Nellie Gray, they have taken you away

I'll never see my darling anymore

They have taken you to Georgia for to work your life away

And you're gone from that old Kentucky shore.

Now my canoe is under water, and my banjo is unstrung

I am tired of living, anymore

My eyes shall be cast downward, and my songs will be unsung

While I stay on the old Kentucky shore

Now my eyes are getting dimmer and I cannot see the light

Hark there's someone a-knocking at my door

Oh I hear the angels coming and I see my Nellie Gray

So farewell to the old Kentucky shore

Oh, my darling Nellie Gray, up in heaven, so they say

And they'll never take you from me, anymore

Oh I'm coming, coming, coming, as the angels clear the way

So farewell to the old Kentucky shore